# La Alberca
La Alberca is een gemeente in de Spaanse provincie Salamanca in de regio Castilië en León met een oppervlakte van 60,73 km². La Alberca telt 1.125 inwoners (1 januari 2016).